# Psyche pyrenaea
Psyche pyrenaea is een vlinder uit de familie zakjesdragers (Psychidae). De wetenschappelijke naam van deze soort werd voor het eerst geldig gepubliceerd in 1961 door Jean Bourgogne.
De soort komt voor in Europa.